# Tanya Khovanova
Tanya Khovanova (em russo:  Татьяна Гелиевна Хованова, também soletrada Tatyana Hovanova; 25 de janeiro de 1959) é uma matemática soviética-estadunidense, a segunda mulher a ganhar uma medalha de ouro nas Olimpíadas Internacionais de Matemática. É lecturer de matemática no Instituto de Tecnologia de Massachusetts (MIT).

## Formação
Como estudante do ensino médio, Khovanova tornou-se membro da equipe soviética da Olimpíada Internacional de Matemática (IMO). No verão de 1975 Valery Senderov deu à equipe uma lista de problemas matemáticos difíceis usados nos exames de admissão da Universidade Estatal de Moscou para discriminar os judeus soviéticos, um tópico sobre o qual ela escreveu mais tarde. Khovanova ganhou a medalha de prata na IMO de 1975, e uma medalha de ouro nas olimpíadas de 1976. Seu resultado na olimpíada de 1976 foi o segundo entre todos os competidores, a maior conquista para estudantes do sexo feminino até 1984, quando Karin Gröger da Alemanha Oriental empatou em primeiro lugar.
Khovanova graduou-se com louvor pela Universidade Estatal de Moscou (MSU) com um mestrado em matemática em 1981. Ela completou um doutorado na MSU em 1988, orientada por Israel Gelfand.

## Carreira
Khovanova deixou a União Soviética em 1990 e trabalhou por vários anos em Israel e nos Estados Unidos como pesquisadora de pós-doutorado. No entanto, ela parou de trabalhar como pesquisadora para criar seus filhos, e depois trabalhou nas indústrias de telecomunicações e bélica, antes de retornar à academia como lecturer do MIT.
Khovanova foi treinadora de competições de matemática na Advanced Math and Science Academy Charter School em Marlborough, Massachusetts. Em 2010 ajudou a fundar o programa MIT PRIMES para orientação pós-escola de alunos do ensino médio local, e continua a servir como mentora principal. Também é mentora-chefe de matemática do Research Science Institute, um programa de pesquisa de verão para alunos do ensino médio no MIT.

### Pesquisa
Na pesquisa matemática anterior de Khovanova, ela estudou a teoria de representação, a teoria dos sistemas integráveis, a teoria dos grupos quânticos e a teoria das supercordas. Seu trabalho posterior explora combinatória e matemática recreativa.

### Atividades online
Em meados da década de 1990 Khovanova criou uma página na Internet chamada Number Gossip, sobre as propriedades especiais de números individuais. Em 2007 criou um blog de matemática, centrado em quebra-cabeças matemáticos e resolução de problemas.

## Vida privada
Quando Khovanova emigrou para Boston ela não sabia dirigir automóveis. Uma amiga deu a ela um exemplar do The Boston Driver's Handbook, que ela estudou para aprender dicas antes de saber, anos depois, que tratava-se de um livro de humor. Ela tem dois filhos; seu primeiro nasceu na União Soviética.

## Reconhecimento
Um ensaio sobre Khovanova, “To Count the Natural Numbers”, por Emily Jia, venceu o 2016 Essay Contest da Association for Women in Mathematics.

## Publicações selecionadas
Dois dos artigos de Khovanova foram incluídos nos volumes anuais Best Writing on Mathematics, em 2014 e 2016, respectivamente.